# Lobelia paludosa
Lobelia paludosa är en klockväxtart som beskrevs av Thomas Nuttall. Lobelia paludosa ingår i släktet lobelior, och familjen klockväxter. Inga underarter finns listade i Catalogue of Life.

## Bildgalleri

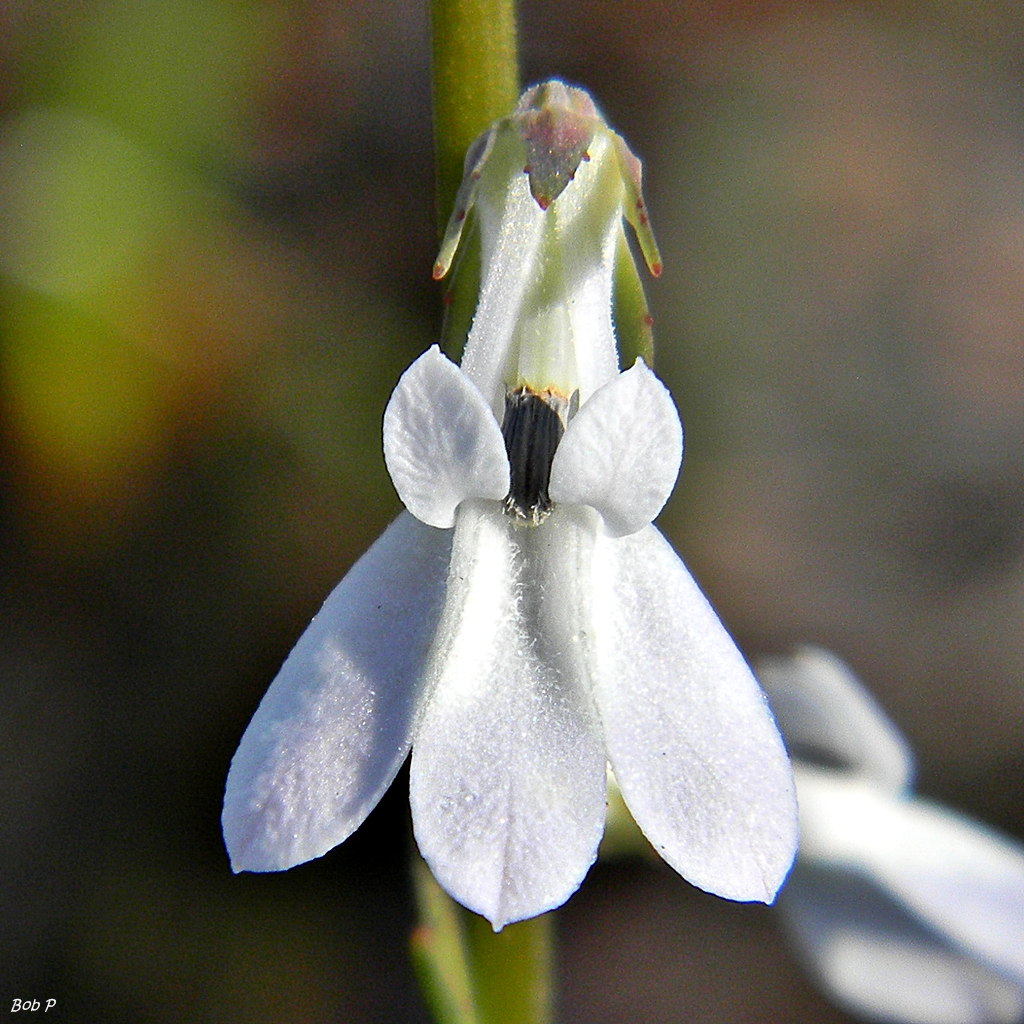